# VKM

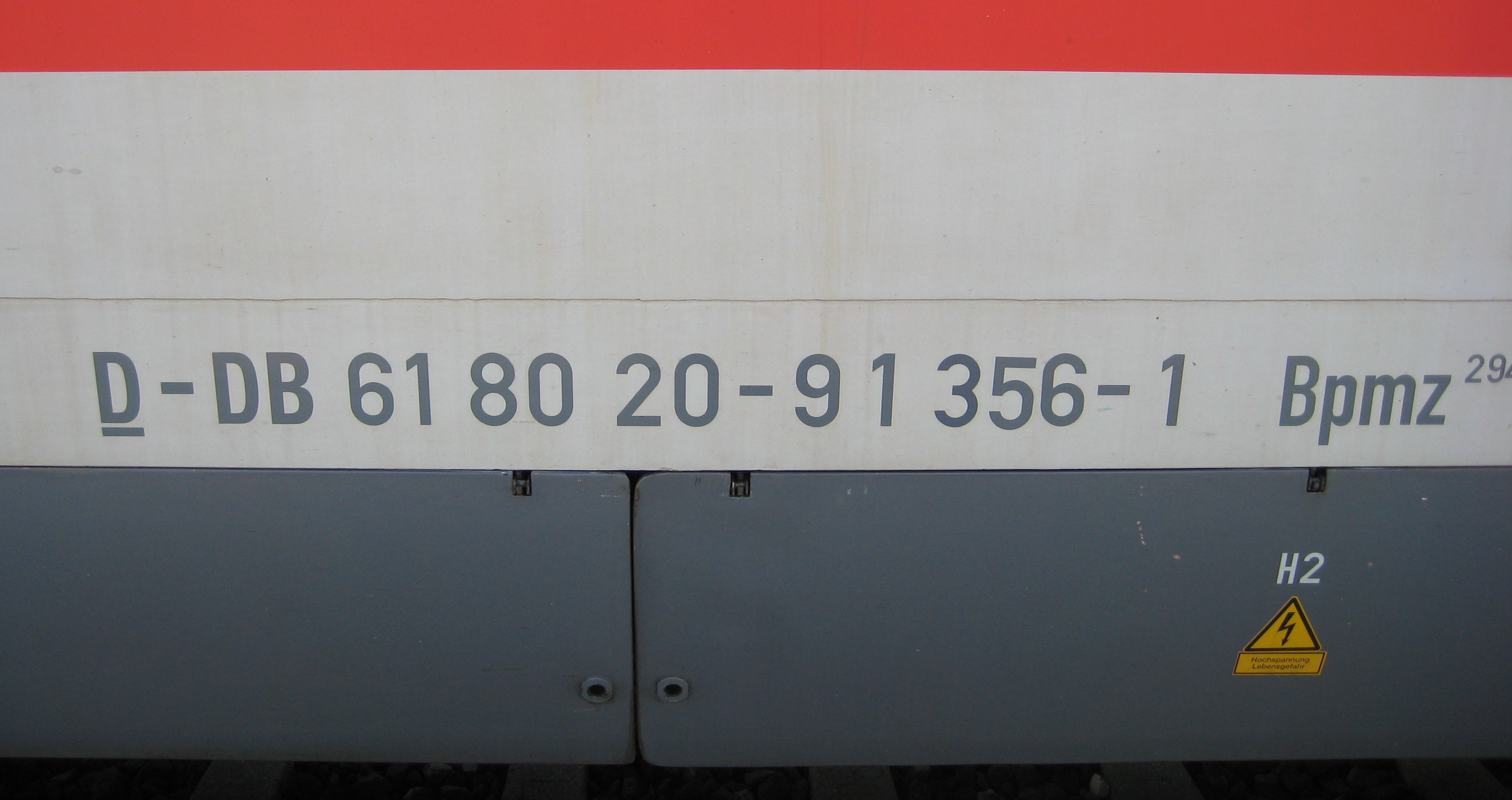
Označení osobního vozu s kódem VKM držitele Deutsche Bahn

VKM (anglicky Vehicle Keeper Mark) je zkratka používaná pro písmenný kód označující držitele drážního vozidla. Tento kód se používá jako součást jednotného mezinárodního značení železničních vozidel, kde se uvádí za kódem registrující země. Zpravidla se jedná o určitou formu zkratky názvu držitele vozidla.

## Formát VKM
Kód VKM se skládá ze dvou až pěti znaků, přičemž jako znaky je povoleno používat pouze znaky latinky, včetně diakritických znamének. V kódu se používají velká písmena, ale u písmen, která nejsou prvními písmeny názvu držitele, je povoleno psaní malých písmen. V kódu se nesmí používat číslice, pomlčky, tečky a jiné podobné znaky.

## Přidělování VKM
Kód VKM přiděluje žadateli národní orgán odpovědný za vedení registru drážních vozidel v daném státě (např. Drážní úřad). Ten na základě žádosti držitele o přidělení VKM předá návrh nového kódu Evropské železniční agentuře (ERA), která provede kontrolu unikátnosti kódu (jednotlivé VKM se nesmí opakovat v rámci Evropské unie a členských států Mezivládní organizace pro mezinárodní železniční dopravu OTIF) a výsledek sdělí registračnímu orgánu. V případě souhlasu ERA je daná zkratka žadateli přidělena, v opačném případě je žadatel požádán o úpravu návrhu VKM.